# 플로렌스 라이스

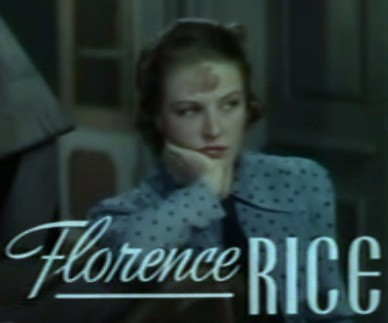

플로렌스 라이스(Florence Rice, 1907년 2월 14일 ~ 1974년 2월 23일)는 미국의 배우, 연극 배우, 영화배우이다.
클리블랜드에서 태어났으며 호놀룰루에서 사망하였다. 사인은 폐암이다.

## 영화
- 닥터스 돈 텔 (1941년)
- 브로드웨이 멜로디 오브 1940 (1940년)
- 팬텀 라이더스 (1940년)
- 서커스에서 (1939년)
- 스윗하츠 (1938년)
- 네이비 블루 앤 골드 (1937년)